# Johann Scheibler (Politiker)
Johann Scheibler (* 21. September 1927 in Gajuwka) war ein deutscher Politiker und Funktionär der DDR-Blockpartei Demokratische Bauernpartei Deutschlands (DBD). 
Scheibler stammt aus der Familie eines Landwirts. Er wurde Feldbaumeister und Vorsitzender der LPG „Altmark“ in Kerkau im Kreis Salzwedel. Nachdem er ab 1961 als Gemeindevertreter in Kerkau tätig gewesen war, gehörte Scheibler von 1963 bis 1967 als Mitglied der DBD-Fraktion der Volkskammer der DDR an.